# فرانسیس لن تیلور
فرانسیس لن تیلور (زاده ۲۸ دسامبر ۱۸۹۷ – درگذشته ۲۰ نوامبر ۱۹۶۸) دلال آثار هنری آمریکایی و پدر الیزابت تیلور بازیگر بود.

## زندگی و حرفه
تیلور در اسپرینگفیلد، ایلینوی، به عنوان چهارمین فرزند و پسر از هفت فرزند الیزابت مری (نام دختر روزموند) و فرانسیس ماریون تیلور به دنیا آمد. برادران او دیوید، جان آ.، فرانسیس ام.، ویلی و ادوارد تیلور بودند. در حالی که خواهرش مری الن تیلور بود. خانواده بعداً به شهر آرکانزاس، کانزاس نقل مکان کردند.
فرانسیس شروع به کار هنری در شهر نیویورک برای یک عموی ثروتمندش به نام استفان هاوارد یانگ،  بعد، دوست دوایت آیزنهاور پس از جنگ جهانی دوم کرد.
تیلور در سال ۱۹۲۶ در نیویورک با بازیگر صحنه تئاتر سارا ساترن (که نام اصلی او سارا ویولا وارمبرود بود و او نیز اهل شهر آرکانزاس بود) ازدواج کرد.
آنها والدین هاوارد تیلور و الیزابت تیلور بودند.
طی چند سال پس از ازدواج، تیلور به گالری هنری یانگ در لندن، انگلستان منتقل شد، جایی که او و سارا چندین سال در آنجا زندگی کردند و فرزندانشان در آنجا متولد شدند. در آوریل ۱۹۳۹، پنج ماه قبل از شروع جنگ جهانی دوم در اروپا، آنها به ایالات متحده بازگشتند.
تیلور بعدها یک گالری هنری در هتل بورلی هیلز در کالیفرنیا راه اندازی کرد.
او در سن ۷۰ سالگی در لس آنجلس، کالیفرنیا درگذشت. او در کنار بیوه اش در گورستان وست وود در وست وود، لس آنجلس به خاک سپرده شد.